# Puttu
Il puttu (da pronunciare ˈputtu) o pittu (malayalam: പുട്ട്; tamil: புட்டு; lingua kannada: ಪುಟ್ಟು; lingua sinhala: පිට්ටු), ovvero "porzionato" in malayalam, è un piatto consumato a colazione in Kerala, in alcune aree del Karnataka e nello Sri Lanka.

## Caratteristiche e preparazione
Il puttu è un cilindro a base di cocco e riso macinati e cotti al vapore. A volte, il puttu contiene un ripieno che può essere salato o dolce. Viene spesso speziato con il cumino servito con vari contorni fra cui zucchero di palma, curry ai ceci o banane. Il puttu viene preparato aggiungendo lentamente dell'acqua nel riso macinato fino a quando l'alimento ottiene la consistenza ideale. Viene quindi speziato, modellato e cotto a vapore assieme al cocco grattugiato.